# Juan Bautista Diamante
Juan Bautista Diamante, född 1625, död 1687, var en spansk dramatiker.
Diamante var präst och johanniterriddare, men verkade dock huvudsakligen som dramatisk författare och blev mycket populär. 1670-74 utgavs hans 24 Comedias i två band. Han utgav även andra samlingar som La judía de Toledo och El honrador a su padre (1657), baserad på Guillén de Castro och Pierre Corneilles Cid.